# Clément Andrinople
 (janvier 2024).
Si vous disposez d'ouvrages ou d'articles de référence ou si vous connaissez des sites web de qualité traitant du thème abordé ici, merci de compléter l'article en donnant les références utiles à sa vérifiabilité et en les liant à la section « Notes et références ».
Pour les articles homonymes, voir Andrinople (homonymie).
Pas d'image ? Cliquez ici

a Compétitions nationales et continentales officielles uniquement.

b Matchs officiels uniquement.
Dernière mise à jour le 19 janvier 2024.
Clément Andrinople, né le 23 novembre 1931 à Saint-Goin et mort le 20 janvier 2003 à Cambo-les-Bains, est un joueur français de rugby à XV et de rugby à XIII international français. Il joue au poste de troisième ligne, de deuxième ligne ou de pilier dans les années 1950.

## Biographie
Clément Andrinople obtient son unique sélection avec l'équipe de France de rugby à XIII le 2 mars 1958 contre la Grande-Bretagne.

## Palmarès

### Rugby à XIII
- Finaliste de la Coupe de France en 1956 avec Bordeaux XIII.